# Napoleonova bolnica u Jastrebarskom
Napoleonova bolnica u Jastrebarskom, zgrada u gradu Jastrebarsko, zaštićeno kulturno dobro.

## Opis
Napoleonova bolnica, klasicistička zgrada iznimne kulturne važnosti za grad Jastrebarsko i njegove stanovnike, datira iz vremena Napoleonove Ilirije, početka 19. stoljeća. Nalazi se na šetalištu braće Kazić 30.

## Zaštita
Pod oznakom Z-1880 zaveden je kao nepokretno kulturno dobro – pojedinačno, pravna statusa zaštićena kulturnog dobra, klasificirano kao "sakralna graditeljska baština".